# Yuliya Levchenko
Yuliya Andriivna Levchenko, née le 28 novembre 1997 à Kiev, est une athlète ukrainienne, spécialiste du saut en hauteur. À Londres en 2017, à 19 ans, elle devient vice-championne du monde.

## Carrière

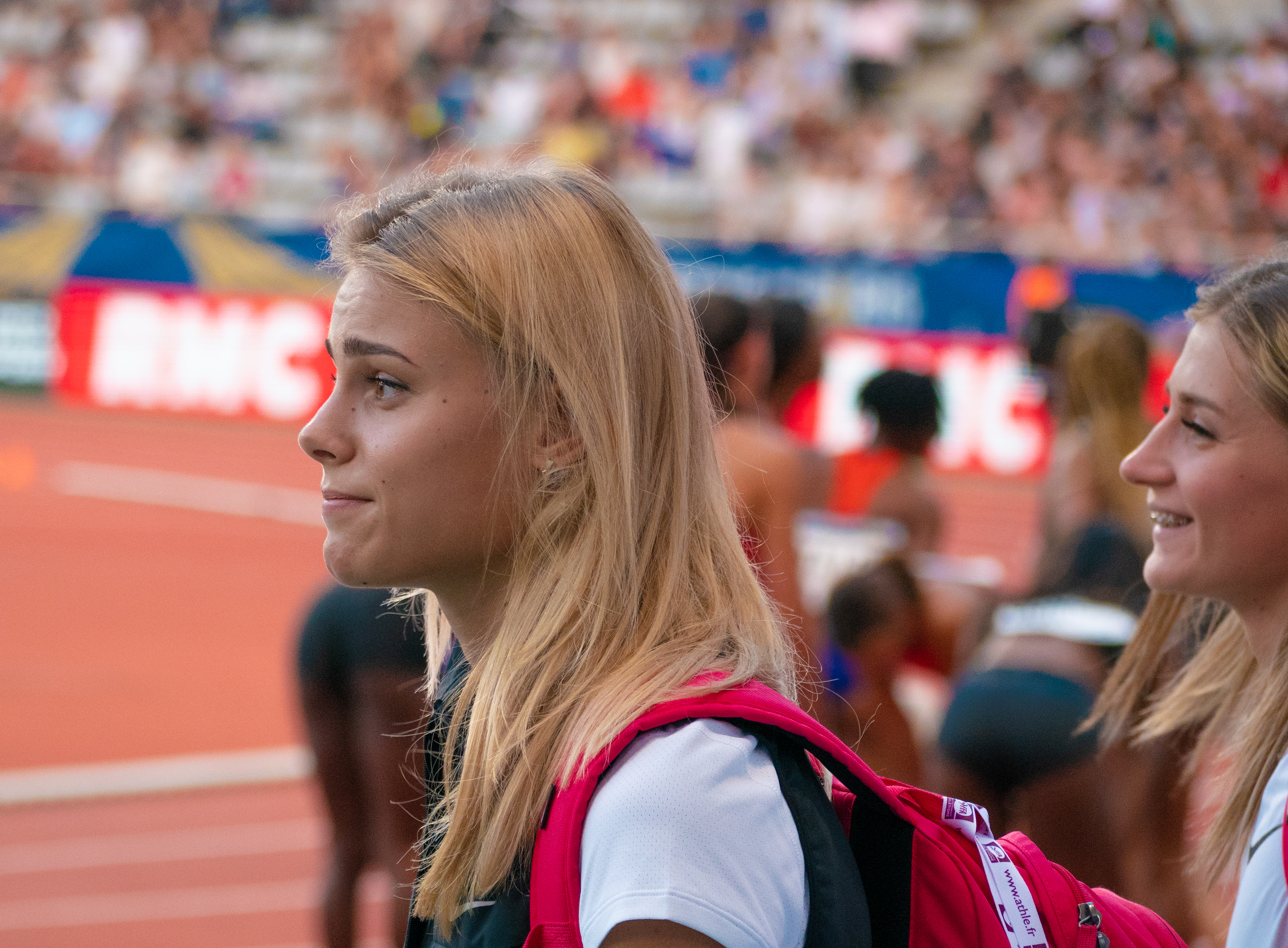
Yuliya Levchenko au Meeting de Paris 2018.

### Athlète précoce
En août 2014, à 16 ans, Yuliya Levchenko arrive aux Jeux olympiques de la jeunesse (14-18 ans) avec un record personnel d'1,83 m. Lors de la finale, l'Ukrainienne escamote cette barre puis franchit 1,85 m, 1,87 m et, pour finir, 1,89 m. Elle repart avec la médaille d’or, tandis qu’avec 1,87 m, la Française Nawal Meniker, empoche celle d’argent.
Le 19 juin 2016, à Loutsk, elle devient vice-championne d'Ukraine avec un saut à 1,95 m, à deux centimètres d'Oksana Okuneva. Elle réalise  ainsi, alors qu’elle n’a que 18 ans, la meilleure performance mondiale junior (moins de 20 ans) de l'année.
Dans les mois qui suivent, elle se relâche quelque peu. 1,86 m aux Championnats du monde juniors. 1,89 m en février 2017, à Banská Bystrica, battue par sa partenaire d’entraînement, Iryna Gerashchenko (1,93 m).

### Championne précoce (2017 - 2018)
Le 4 mars 2017, elle remporte sa 1re médaille chez les seniors en décrochant la troisième place des Championnats d'Europe en salle de Belgrade avec un saut à 1,94 m, son record personnel en salle. Elle échoue de peu à 1,96 m dans un concours enlevé par la Lituanienne Airinė Palšytė (2,01 m).
Le 16 juillet, elle remporte le titre de Championne d'Europe espoirs (moins de 23 ans) de Bydgoszcz en portant son record personnel à 1,96 m, avec une grande aisance. Elle prend ainsi sa revanche sur Iryna Gerashchenko (1,92 m). Cinq jours plus tard, lors du meeting de Monaco, elle élève à nouveau son record d'un centimètre (1,97 m) et échoue de peu à 2,00 m.
À 19 ans, le 12 août 2017, Yuliya Levchenko devient vice-championne du monde lors des mondiaux de Londres. Elle réalise le concours parfait en passant toutes ses barres, de 1,88 m à 1,99, aux premiers essais, puis 2,01 m à sa seconde tentative, améliorant de 4 centimètres son record personnel. Elle est battue par la grande favorite Mariya Lasitskene, qui franchit 2,03 m,.
En 2018, elle est moins brillante. Le 10 janvier toutefois elle établit un record d'Ukraine espoir en salle avec 1,97 m. Mais le 1er mars, elle termine à une décevante 5e place aux championnats du monde en salle de Birmingham avec un saut à 1,89 m. Elle est très discrète pendant la saison estivale.

### Défaite aux mondiaux de Doha (2019)
L'année 2019 commence par une victoire et un record pour Yuliya Levchenko : le 12 février, au Meeting féminin du Val d'Oise d'Eaubonne, elle passe pour la première fois la barre des 2,00 m en salle. Le 3 mars, lors des championnats d'Europe en salle à Glasgow, elle franchit 1,99 m mais elle est devancée par l'intraitable Mariya Lasitskene (2,01 m). Celle-ci accentue sa domination pendant la saison estivale : 2,06 m le 20 juin au Golden Spike Ostrava. Le 30 juin, à Stanford, 4e meeting de la ligue de diamant, avec un saut d‘1,95 m, l'Ukrainienne s’incline non seulement devant la Russe (2,04 m) mais aussi devant une compatriote de 17 ans, Yaroslava Mahuchikh, et l'Américaine Vashti Cunningham, qui franchissent toutes deux 2,00 m,.
Néanmoins, comme les deux années précédentes, elle termine à la deuxième place de cette Ligue de diamant, remportée (comme les deux années précédentes) par Mariya Lasitskene, victorieuse de 6 des 7 épreuves que compte cette compétition. Cependant la championne russe n’est pas invincible : le 10 septembre 2019, lors du match Europe - États-Unis, Yuliya Levchenko franchit 2,02 m – nouveau record personnel – après un concours sans faute tandis que son adversaire ne va pas au-delà d’1,98 m,.
Mais 20 jours plus tard, le 30 septembre, aux championnats du monde de Doha, avec 2,00 m au 3e essai, elle ne prend que la quatrième place du concours. Comme au meeting de Stanford, elle est devancée par la Russe (2,04 m au 1er essai), par sa compatriote Yaroslava Mahuchikh (2,04 m au 3e essai) et par l’Américaine Cunningham (2,00 m au 1er essai). Ce soir-là, Yuliya perd plus que son titre de vice championne, elle perd son statut de no 1 de la hauteur ukrainienne et de no 2 mondiale au profit de la nouvelle jeune prodige de 18 ans,. 

### 2020
La saison hivernale, à six mois des Jeux Olympiques de Tokyo, est extrêmement relevée. L’Ukrainienne de 22 ans, l'entame en égalant son record en salle : 2,00 m, le 11 janvier 2020, chez elle à Kiev. Mais le 31 janvier à Karsruhe, avec un saut à 1,99 m, elle est battue par Yaroslava Mahuchikh (18 ans) qui passe 2,02 m à son premier essai, nouveau record d'Ukraine en salle,.

## Palmarès
| Date | Compétition                        | Lieu                               | Résultat | Marque  |
| ---- | ---------------------------------- | ---------------------------------- | -------- | ------- |
| 2013 | Championnats du monde cadets       | Donetsk                            | 13e      | 1,70 m  |
| 2014 | Jeux olympiques de la jeunesse     | Nankin                             | 1re      | 1,89 m  |
| 2015 | Championnats d'Europe juniors      | Eskilstuna                         | 6e       | 1,83 m  |
| 2016 | Championnats du monde juniors      | Bydgoszcz                          | 3e       | 1,86 m  |
| 2017 | Championnats d'Europe en salle     | Belgrade                           | 3e       | 1,94 m  |
| 2017 | Championnats d'Europe espoirs      | Bydgoszcz                          | 1re      | 1,96 m  |
| 2017 | Championnats du monde              | Londres                            | 2e       | 2,01 m  |
| 2017 | Ligue de diamant                   | Ligue de diamant                   | 2e       | 1,94 m  |
| 2018 | Circuit mondial en salle de l'IAAF | Circuit mondial en salle de l'IAAF | 3e       | détails |
| 2018 | Championnats du monde en salle     | Birmingham                         | 5e       | 1,89 m  |
| 2018 | Championnats d'Europe              | Berlin                             | 9e       | 1,91 m  |
| 2018 | Ligue de diamant                   | Ligue de diamant                   | 2e       | 1,94 m  |
| 2019 | Championnats d'Europe en salle     | Glasgow                            | 2e       | 1,99 m  |
| 2019 | Championnats d'Europe espoirs      | Gävle                              | 1re      | 1,97 m  |
| 2019 | Championnats d'Europe par équipes  | Bydgoszcz                          | 1re      | 1,97 m  |
| 2019 | Ligue de diamant                   | Ligue de diamant                   | 2e       | 1,97 m  |
| 2019 | Championnats du monde              | Doha                               | 4e       | 2,00 m  |
| 2019 | Jeux mondiaux militaires           | Wuhan                              | 2e       | 1,92 m  |
| 2020 | Circuit mondial en salle de l'IAAF | Circuit mondial en salle de l'IAAF | 3e       | détails |
| 2021 | Championnats d'Europe en salle     | Toruń                              | 4e       | 1,94 m  |
| 2021 | Jeux olympiques                    | Tokyo                              | 8e       | 1,96 m  |
| 2022 | Championnats du monde              | Eugene                             | 15e      | 1,90 m  |
| 2022 | Championnats d'Europe              | Munich                             | 9e       | 1,86 m  |
| 2024 | Championnats du monde en salle     | Glasgow                            | 9e       | 1,84 m  |

• Championnats du monde : qualifications (2015)
• Jeux olympiques : qualifications (2016)

## Records
| Épreuve         | Épreuve   | Marque | Lieu          | Date                            |
| --------------- | --------- | ------ | ------------- | ------------------------------- |
| Saut en hauteur | Plein air | 2,02 m | Minsk         | 10 septembre 2019               |
| Saut en hauteur | En salle  | 2,00 m | Eaubonne Kiev | 12 février 2019 11 janvier 2020 |

## Vie privée
Yuliya Levchenko est en couple, depuis 2016, avec Yuriy Kishchenko, un athlète ukrainien  (né le 4 août 1991), coureur de 800 m et 1 500 m.